# Shaw kései munkái (1933–38)
George Bernard Shaw 1932 után írott művei nem a legnépszerűbbek, és nem is a legjobbak. Mégis, a tárgyalt szakaszban írt művei mindvégig szellemesek, érdekesek és ötletesek maradnak, és a színvonala ezeknek is elég különböző. 

## On the Rocks
1933-ban Shaw a kétségbeesés határán járt, amikor On the Rocks-ot írta. A darab előszavában a szerző szinte nihilizmusba csapó keserűséggel beszél a liberális demokráciák gyengeségéről, a gazdasági világválság okozta tömeges munkanélküliségről, a politikusok szavahihetetlenségéről. Shaw tételesen kifejti, hogy a kivégzés, a gyilkosság politikai funkcióval bír. A darab egy prefasiszta, a gazdasági világválság sújtotta Angliát mutat be: a miniszterelnök, Sir Arthur Chavender, aki egy konzervatív-liberális koalíció élén áll, az idegösszeomlás felé közelít, az ország "csak úgy elirányítja önmagát" , az egész délelőttje során a beszédje vázlatát diktálja a titkárnőjének, de képtelen koncentrálni, és a felesége orvosnője végül rábeszéli, hogy jöjjön el a klinikájára, hat hetes kezelésre. Sir Arthur Karl Marx, Lenin, Trockij és Sztálin műveit viszi magával, és mire visszajön, meggyőződéses kommunista lett. Új programot is hirdet: az állam tulajdonrészt vállal a nagy cégekben, növelik az állam szerepét. A koalícíó 3/4-ét kitevő konzervatív párt elnöke, Sir Dexter Rightside megvonja tőle a támogatását, de az Admiralitás, a Kereskedelmi Kamara, a Rendőr-főkapitányság, a gyarmatügyi megbízott támogatja Sir Arthurt, aki így akár diktátorként is kormányozhatná Angliát, de a munkásokat, az átlagangolokat reprezentáló Macskák szigeti küldöttség nem, így Sir Dexter mögé pártol át mindenki: vezesse ő az új kormányt. Sir Arthur visszavonul a politikától, mert belátta, hogy a parlamentben lehetetlen bármit is elintézni, diktátornak pedig nem alkalmas. A darabot a munkanélküli tüntetők felvonulása zárja: a lovasrendőrök az ablak alatt taposnak át az England, arise-t éneklő tömegen.
A darab megbukott a New York-i bemutató során, és azóta is egyszerűen hanyagolják. Annyira nem alapos és világosfejű, mint A királyság szekere és a témája is efemerebb, mint Olyan igaz, hogy nem is lehet szépé. A kibontakozás egyszerűen ködbe vész az első felvonás vége előtt ( vagy el se kezdődik ). A dekadencia, a munkaképtelenség vonatkozásai ( Sir Arthur ) a téma és az írói ábrázolás keretei közé szorul, a szemléletmódba nem szivárog át.

## The Simpleton, The Six & The Millionairess
Ha az On the Rocks esetében meglepő, hogy a darabot a bemutató után félretették, The Simpleton of the Unexpected Isles esetében ez egyenesen meghökkentő. Shaw 1934-ben írta: egyik kedvelője, Dame Laurentia MacLachlan azt javasolta, ne adassa ki. A darab a Shaw-életművön belül is furcsa darab: nem hasonlít, legfeljebb témáját tekintve a Vissza Matuzsálemhez 4. részéhez. A darab egy új civilizáció kezdetébe torkollik: az Ítélet Napja során minden hasznavehetetlen, steril, közösségi érzés nélküli lény eltűnik, és akik maradnak, azoknak is számolniuk kell azzal, hogy a jövőben eltűnhetnek. Hyering, Sir Charles és a feleségiek valamint Pra és Prola, egy keleti szekta papja és papnője "félelem és remény nélkül" néznek előre az ismeretlen jövőbe. A darabnak enyhén misztikus olvasata is lehet: Edmund Wilson szerint "tiszta hülyeség" ( "really silly" ). Az átmeneti hanyagolás után 1996-ban, a malverni Shaw-fesztiválon nagy sikerrel újították fel: a színpadon megjelent maga Shaw is (Al Kozlik játszotta) és a végén a "túlélők", "megmentői" közé ült és nézett a jövőbe ( a nézőtérre ).
The Six of Calais (1934) rövid darab, "határozottan megrajzolt jellemekkel" (Benedek Marcell). Kr. u. 1347. augusztus 4-én III. Edward elfoglalja Calais-t és a megadás feltételéül szabja, hogy a város 6 leggazdagabb polgára jöjjön ki a város elé, felakasztják őket. A polgárok egyike, Piers de Rosty nem hajlandó meghódolni, sőt durván sértegeti a királyt, aki ezért nem akasztatná fel ("Hanging is too good for him.") A királyné végül mindegyik polgárnak kikönyörgi a kegyelmet, de Piers tovább pofátlankodik, ezért kihajítják a táborból. A darab kis terjedelme ellenére nagyon nehezen előadható, hiszen csak 10-15 megnevezett szereplő van, plusz a király testőrsége, plusz a színpadkép (sátrak tömege, a háttérben a várfal, amin járkál ez-az, bár azt vetítéssel is meg lehet oldani.
A három darab közül legjobb talán The Millionairess (1935). A darabot egyrészt farce-ként ( T. F. Evans ), de akár moralitásként is lehet interpretálni. Epifania Fitzfassenden (lánynevén Ognisanti Di Parerga) tkp. a Hatalom és a Pénz megtestesítője lenne utóbbi olvasatban: a neve is 'az istenség megtestesülését' jelenti. Epifania el akar válni a férjétől, Alastairtől, mert unja; udvarlóját, Adrian Blenderblandet pedig lerúgja a lépcsőn, mert megsértette apja emlékét. Utóbbi esetben akad össze egy egyiptomi orvossal (aki a Tudományt reprezentálja) és feleségül akar menni hozzá, de a doktor csak akkor hajlandó, ha Epifania előtte 6 hónapig megélt a saját keresményéből. A nő ugyanezt szabja feltételül a másiknak. 6 hónap múlva Epifania egy szálloda tulajdonosa, az orvos pedig a kezdőtőkét is elvesztette, de E. mégis feleségül megy hozzá. Szegény feje!
A The Millionairess ősbemutatója a bécsi Burgtheaterben volt 1936-ban, mérsékelt sikert aratott, azóta is rendszeresen adják, mert formailag még leginkább tökéletes ennek a korszaknak a darabjai közül: van bonyodalma, sőt kibontakozása is. T. F. Evans mégis úgy találja, hogy ezen a darabon látszik először, hogy Shaw képességei igencsak hanyatlanak.

## Genf
Shaw 1938-ban kezdett bele a Genfbe (Geneva, 1938). A darab a Népszövetség tehetetlenségéről szólt az 1. verzió szerint is, csak nem volt hozzá előszó és csak 3 felvonásból állt. Shaw a világháború után, 1945-ben újabb felvonást (ez lett a végleges verzió harmadik felvonása) és előszót is csapott a darabhoz. A Nemzetközi Törvényszékhez befut (sejthetőleg fennállása során először, mert óriási botrányt okoz) néhány panaszos levele az európai diktátorok ellen, de csak mert a Népszövetség genfi munkatársa, Begonia Brown politikailag teljesen tudatlan. A hágai Nemzetközi Törvényszék vezető bírája minden szankció, rendfenntartó erő híján, csak pusztán a hatásköréből kifolyólag összehívja a tárgyalást a diktátorok ellen. A vezetők hiúságára apellál, hogy úgyis eljönnek, ha lehet egyet "alakítani" a kamerák előtt. Battler (Hitler), Bombardone (Mussolini) és Flanco (a Caudillo) meg is jelenik, csakúgy Sir Midlander (Chamberlain) külügyminiszter és Poszkij-(Litvinov?) külügyi népbiztos. A bíró a darab végén megállapítja a diktátorok erkölcsi felelősségét a világháborúval fenyegető helyzet létrejötte miatt, de semmiféle szankciót nem tud foganatosítani ellenük. A darab végén a világvégéről szóló hamis hír kergeti szét a tárgyalás résztvevőit. Ugyanakkor a tárgyalás sem lehetett volna az igazságtevés fóruma, hiszen a Szovjetuniót mint demokratikus államot tartják számon, Sztálint meg se említik a diktátorok közt. 
A Genfet Londonban mutatták be először 1938-ban; New Yorkban visszautasították, mert csak az egyik panaszos személyén keresztül utalt a zsidóüldözésre. A darab sikert aratott, de az évek múlásával hatása egyre csökken, és a felújításai egyre gyakrabban válnak unalmassá, ami arra utal, hogy nem volt elég eredeti ötlet a darabban, vagy nem volt elég jól megírva. A betoldott felvonás se tudott segíteni a darabon. Shaw maga is egyre jobban megutálta a világháború kezdetére. Antifasiszta szatírája, a szovjet képviselő demokratikus tárgyalófélként való megjelenítése miatt a rendszerváltás előtt szerették, sőt kétszer is kiadták Képes Géza helyenként szándékosan elferdített fordításában.

## Jelentéktelenebb munkák, töredékek
George Bernard Shaw 1933-ban írja a Falusi udvarlás (Village Wooing) c. egyfelvonásost. A darab arról szól hogyan szed fel egy talpraesett nő egy kissé tehetetlen "művészt". A darab végén vegyesboltja lesz a párnak egy faluban, Angliában. Nagy sikersorozat volt a darab.
1937-ben készíti el Shakespeare Cymbeline-jének átdolgozott 5. felvonását: számos melodramatikus részt kihúzott, és beleköltött 93 sort; a végkicsengés így ironikusabb lett, erre utal Cymbeline kérdése a végén ("Van-e valami, amit még el kell intézni?").
Viszont nem lett feltétlen jobb.
1935-ben kezd bele The Girl with Her Golden Voice című művébe, egy év múlva The Garden of The Hesperides-be, majd 1937- ben Arthur and the Acetone és Sequence for the King's People c. darabjaiba, de csak néhány oldallal készül el.
Ebben az időben tartott szónoklatai a Platform and Pulpit és a Practical politics c. könyvekben (is) jelentek meg.

## Kiadások, fordítások

### Kiadások
- On the Rocks: George Bernard Shaw: Complete plays with prefaces V. kötet, 471-620. o. Dodd & Co., 1962, New York
- The Simpleton: The simpleton, the six and the millionairess 1-81. o., 1936, London, Constable & Co.; GBS: Complete plays with prefaces (CPWP) VI. 451-537. o.(?)
- The Six: The simpleton & ot. 83-103. o.; GBS: C.P.W.P. V. 27-47. o.
- The Millionairess: The simp… 105-211. o.; GBS:C.P.W.P. VI. 188-278. o.(?)
- Geneva:

1. verzió: Constable & Co., London, 1938
2. verzió: GBS: CPWP V. 621-755. o.
- Village Wooing: GBS: CPWP V. ; Selected one act plays, Penguin, 1972

### Fordítások
- Falusi udvarlás (Village Wooing); in: Van-e gyógyír a szerelemre?; 1972, Népművelési Propaganda Iroda; ford.: Bárd Oszkárné
- Genf (Geneva); Genf 1938, Magvető, 1955, ford.: Képes Géza
- Genf, Helikon Klasszikusok, 1965, in: Színművek 1419-1523. o., ford. : Képes Géza